# Sara Branham Matthews
Sara Elizabeth Branham Matthews (16 novembre 1888-16 novembre 1962) était une microbiologiste et médecin américaine célèbre pour ses recherches sur l'identification et le traitement de Neisseria meningitidis, un organisme responsable de la méningite.

## Biographie
Sara Branham est née le 25 juillet 1888 à Oxford, en Géorgie. Elle est la fille de Sarah Stone et de Junius Branham. Bien que l'instruction des femmes n'était pas courante à l'époque, les membres de la famille de Sara Branham croyaient fermement à la valeur de l'éducation des femmes. Emboitant les pas de sa mère (Amanda Stone Branham, diplômée en 1885) et de sa grand-mère (Elizabeth Flournoy Stone, diplômée en 1840), elle a étudié au Wesleyan College à Macon, en Géorgie, où elle a obtenu une licence en biologie en 1907, faisant d'elle la troisième femme de la famille a décroché un diplôme universitaire,. Les opportunités professionnelles offertes aux femmes instruites étant alors limitées, elle est devenue institutrice, travaillant pendant dix ans dans le système scolaire public de Géorgie à Sparta, Decatur et enfin au lycée pour filles d'Atlanta,. À l'été 1917, Sara commença à suivre des cours à l'Université du Colorado pour élargir ses connaissances, mais quelques semaines plus tard, elle fut embauchée par cette même université en 1917 en tant professeure en bactériologie, en raison d'une pénurie d'hommes dans le département due à la Première Guerre mondiale. Elle obtint une deuxième licence en 1919, avec une spécialisation en chimie et en zoologie.

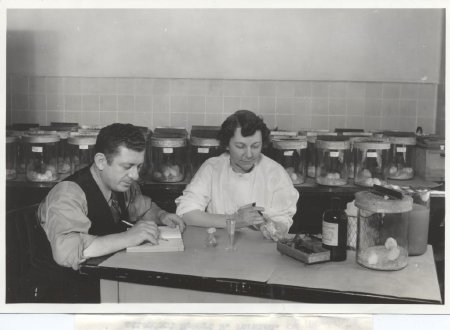
Sara Branham inoculant un antisérum à une souris pour déterminer s'il protégerait contre la méningite, avec l'aide de Robert Forkish, 1937.

Après avoir terminé ses études à l'université du Colorado en 1919, elle se rendit à Chicago durant la pandémie de grippe espagnole avec le désir de se lancer dans la recherche médicale. Elle a rejoint l'Université de Chicago où elle a finalement décroché, avec mention, une maîtrise et un doctorat en bactériologie, ainsi qu'un doctorat en médecine. Son directeur de thèse universitaire lui a suggéré d’étudier l’étiologie de la grippe. Ainsi, dans le cadre de ses études à l'Université de Chicago, elle a mené des études sur les agents filtrables (virus) et a publié plus d'une douzaine d'articles traitant de ce sujet. Ce travail a finalement conduit Sara Branham à occuper un poste de professeur au Département d'hygiène et de bactériologie,.

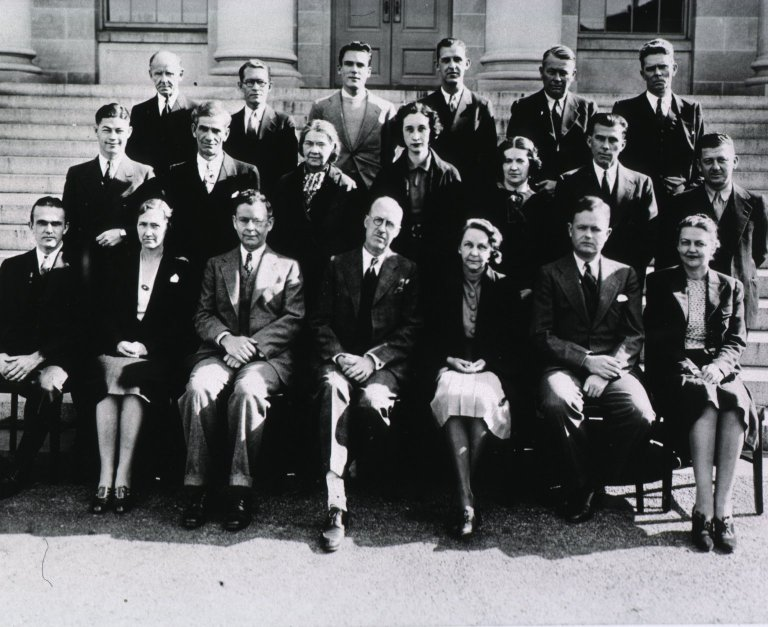
Division de contrôle des produits biologiques du NIH, avec Sara Branham, 1938.

En 1927, Branham quitta Chicago et commença à travailler à la faculté de médecine de l'université de Rochester sous la direction de Stanhope Bayne-Jones. Peu de temps après, une épidémie de méningocoque a surgi en Californie en provenance de Chine. C'est ainsi que la carrière de Branham a pris un tournant et qu'elle a commencé à travailler pour ce qui est aujourd'hui le National Institutes of Health (NIH), à Bethesda, dans le Maryland, en tant que bactériologiste, afin d'étudier le méningocoque. Elle a passé le reste de sa carrière au NIH, y occupant ce poste pendant plus de 25 ans jusqu'à ce qu'elle soit promue à celui de chef de la section des toxines bactériennes de la Division des normes biologiques en 1955,.
Sara Branham a épousé l'homme d'affaires à la retraite Philip S. Matthews en 1945 qui est décédé quatre ans plus tard,. De son côté, elle a pris sa retraite du NIH en 1958 à l'âge de soixante-dix ans, du poste de chef de la section des toxines bactériennes, et est décédé le 16 novembre 1962 à la suite d'une crise cardiaque foudroyante. Elle est enterrée dans la parcelle familiale, à Oxford, en Géorgie.
De manière générale, Sara Branham a orienté ses recherches sur les maladies infectieuses, notamment la grippe, la salmonelle, la shigelle, la diphtérie, la dysenterie et l'ornithose,. Elle a également étudié les toxines produites par Shigella dysenteriae. Cependant, l'objectif central des travaux de Branham au NIH concernait la méningite. Cette démarche avait pour but de faire face à ce qui devenait rapidement une crise sanitaire : une forme incurable de méningite était arrivée aux États-Unis et avait commencé à se propager à grande vitesse. On lui attribue la découverte et l'isolement de Neisseria meningitidis, un organisme courant de la méningite, et c'est elle, qui a précisément défini sa taxonomie tout au long de ses travaux.
Elle a également découvert que l'infection pouvait être traitée avec des médicaments à base de sulfamides plutôt qu’avec des antisérums qui étaient utilisés à l'époque, mais qui s'avéraient inefficaces contre cette souche. Sara Branham était reconnue comme une experte internationale sur la méningite pour ses contributions significatives sur Neisseria catarrhalis, qui a d'ailleurs été rebaptisée en son nom, Branhamella caterrhalis en 1970, des années après sa mort pour lui rendre hommage. Le nouveau nom a été officiellement accepté dans le Manuel de bactériologie systématique de Bergey en 1974,. Les études de Branham sur les maladies infectieuses étaient réputées dans tout le pays, au point qu'elle soit considérée comme l'une des « grandes dames de la microbiologie ». Dans un article biographique sur Branham publié dans l'Atlanta Constitution, l'énorme impact de son travail a été résumé par l'exclamation : « Elle a tué des millions de tueurs ! ».

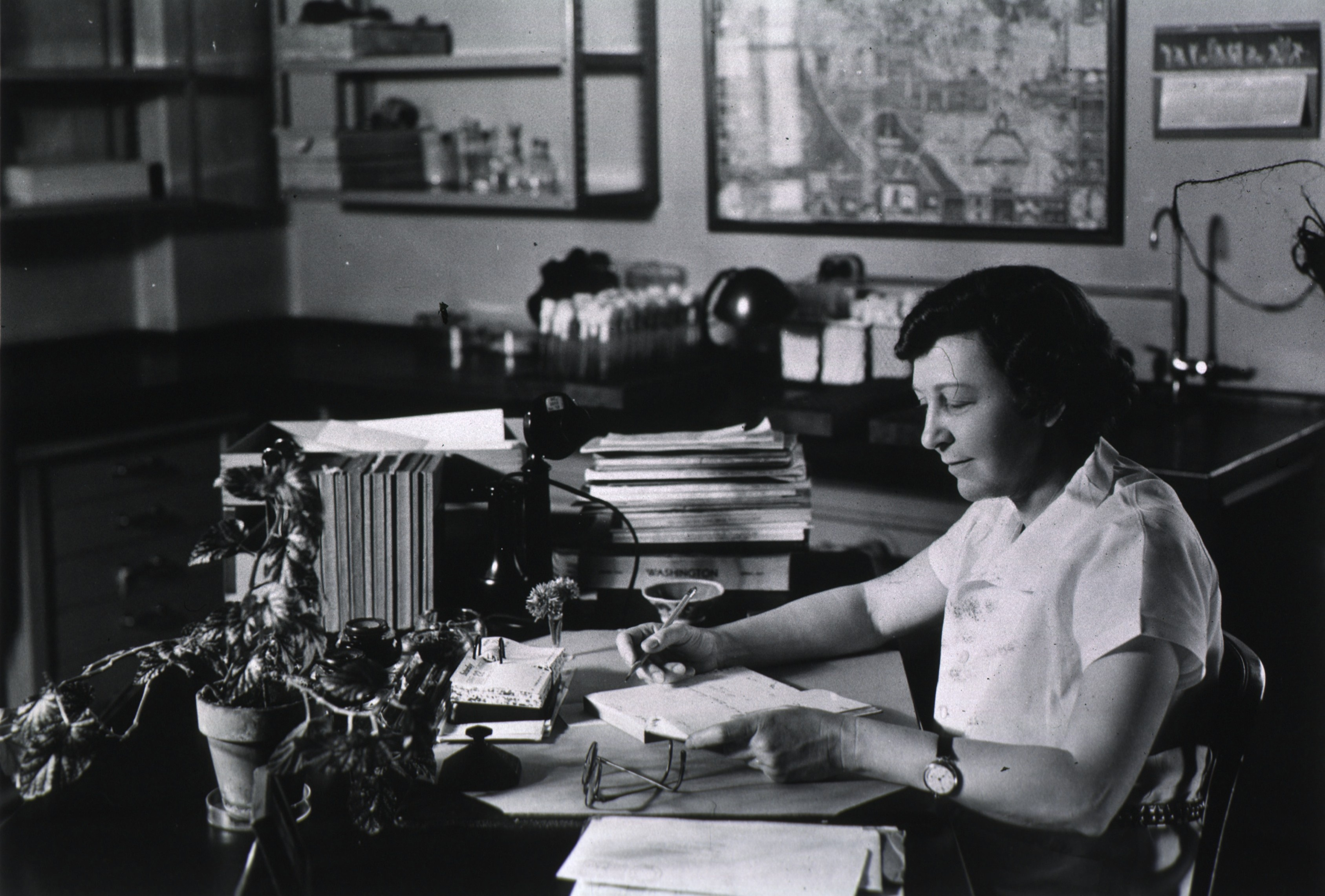
Sara Branham résumant le rapport sur un « test de protection contre les souris », vers 1938.

En plus de mener une vie professionnelle bien remplie, Sara Branham a joué un rôle actif dans la vie communautaire. Elle est considérée comme une femme d'une grande influence qui a inspiré tous ceux qui ont travaillé avec elle tout au long de sa carrière. Elle a apporté un soutien important en tant que alma mater en assistant aux réunions de son ancien établissement scolaire et en étant membre du conseil d'administration des anciennes élèves de 1936 à 1939. Elle a été l'oratrice principale de plusieurs événements et a donné de nombreuses conférences, dont deux en 1960, quelques années seulement avant sa mort. Elle était aussi impliquée dans de nombreuses sociétés scientifiques. Elle a contribué à ce qui est aujourd'hui la société américaine de microbiologie. Elle fut déléguée aux premier et deuxième congrès internationaux de microbiologie en 1930 à Paris et en 1936 à Londres. Elle a été diplomate au sein de l'American Board of Pathology dans le domaine de la microbiologie clinique et du National Board of Medical Examiners. L’un de ses collègues a fait remarquer que Sara Branham était aussi bien à l’aise dans « une robe en mousseline que dans une blouse de laboratoire ». Elle était connue pour être une ornithologue et une jardinière passionnée.

## Prix et distinctions
Sara Branham a reçu le prix Howard Taylor Ricketts en 1924 de l'Université de Chicago. Le Wesleyan College, lui a octroyé, en 1950, le premier prix pour service rendu du Wesleyan College en 1950. Elle a ensuite reçu un prix similaire de la part de l’Association des anciens élèves de la faculté de médecine de l’Université de Chicago. Elle a également reçu un doctorat honorifique en sciences de l'Université du Colorado, qui serait le dernier des six diplômes qu'elle a obtenus au cours de sa vie,. En 1959, elle a été récompensée en tant que femme médecin de l'année par l'American Medical Women's Association.
Au cours de sa carrière, elle a publié quatre-vingts articles et a contribué à la rédaction de nombreux manuels. Ses travaux sont conservés à la Bibliothèque nationale de médecine des États-Unis.